# Tromsøya
Tromsøya (en sami septentrional: Romssasuolu) es una isla en el estrecho Tromsøysundet entre el continente y la isla de Kvaløya en el municipio de Tromsø, en la provincia de Troms, Noruega. Es sede del centro de Tromsø y de zona residenciales. Tiene una superficie de 22,8 km² y una población de 36.088 habitantes, con una densidad de 1583 hab/km².
El aeropuerto de Tromsø se localiza en el oeste de la isla. El lago Prestvannet se ubica en el centro de la isla y el área circundante es una reserva. La conexión con el continente es con el barrio de Tromsdalen mediante el puente de Tromsø y el túnel de Tromsøysund. La unión con Kvaløysletta en Kvaløya es al oeste por el puente Sandnessund.
La Universidad de Tromsø, el Hospital Universitario del Norte de Noruega y el Museo Universitario de Tromsø se asientan en el este de la isla.